# 加登普萊恩鎮區 (伊利諾伊州懷特塞德縣)
加登普萊恩鎮區（英語：Garden Plain Township）是位於美國伊利諾伊州懷特塞德縣的一個行政鎮區。

## 地方資料
根據2010年美國人口普查的數據，加登普萊恩鎮區的面積為82.00平方千米，當中陸地面積為80.00平方千米，而水域面積為2.00平方千米。當地共有人口1044人，而人口密度為每平方千米12.73人。